# Лыза (река)
Лыза — речка в Смоленской области, правый приток Сожа. Длина около 30 километров.
Начинается возле деревни Лыза Монастырщинского района. Далее течёт в общем направлении на юг сначала по Монастырщинскому, а потом по Хиславичскому району.
Протекает через деревни Лыза, Яновка, Коськи, Жуково, Старо-Мацково, Базылевка, Кожуховичи, Городчанка, Залызянка (опустевшая) и впадает в Сож напротив деревни Богдановка.
В Лызу впадают речки Вильня и Точна, а также несколько безымянных ручьёв.